# Оливер, Генри Фрэнсис
Сэр Ге́нри Фрэ́нсис О́ливер (англ. Sir Henry Francis Oliver, GCB, KCMG, MVO; 22 января 1865 — 15 октября 1965) — британский военно-морской деятель, адмирал флота.

## Биография
15 июля 1878 года Генри Оливер был зачислен кадетом в Королевский флот.
21 января 1881 года он был произведен в чин мичмана, а 21 января 1885 года — в чин младшего лейтенанта. 30 июня 1888 года Генри Оливер был произведен в чин лейтенанта, а 31 декабря 1899 года — в чин коммандера.
30 июня 1903 года Генри Оливер был произведен в чин капитана.
8 декабря 1913 года Генри Оливер был произведен в чин контр-адмирала и назначен начальником военно-морской разведки.
Менее чем через месяц после начала Первой мировой войны он был назначен секретарем первого лорда Адмиралтейства Уинстона Черчилля.
В ноябре 1914 года Генри Оливер был назначен начальником Главного Морского штаба с присвоением ему временного звания вице-адмирала. В мае 1917 года Генри Оливер был назначен заместителем начальника штаба военно-морских сил и назначен лордом Адмиралтейства. В том же году он был награждён японским орденом Восходящего солнца 2-й степени.
В начале 1918 года Оливер оставил свой пост в Адмиралтействе и был назначен в звании контр-адмирала командующим 1-й эскадрой линейных крейсеров Гранд-Флита. 1 января 1919 года, он был произведен в чин вице-адмирала и в том же году кратковременно командовал 2-й броненосной эскадрой, флотом метрополии и резервным флотом.
С 30 сентября 1920 года по 15 августа 1924 года Оливер занимал пост второго морского лорда Адмиралтейства и 1 ноября 1923 года был произведен в чин адмирала.
В 1924—1927 годах он командовал Атлантическим флотом и 21 января 1928 года был произведен в чин адмирала флота, 4 июня того же года награждён орденом Бани большого рыцарского креста.
21 января 1933 года сэр Генри был уволен в отставку.